# 免疫受体酪氨酸抑制基序
免疫受体酪氨酸抑制基序（英語：Immunoreceptor tyrosine-based inhibitory motif，缩写ITIM）是一个保守的氨基酸序列（S/I/V/LxYxxI/V/L）位于许多免疫系统抑制受体的末端细胞质区域。在带有ITIM的受体与其对应的配体结合后，ITIM会发生酪氨酸磷酸化（通常由Src激酶家族进行催化），允许他们招募其他酶如磷酸化酪氨酸磷酸酶（如SHP-1、SHP-2或者磷酸肌醇磷酸酶）。这些磷酸酶会参与下游细胞信号分子的去磷酸化作用。人类的所有带ITIM的蛋白都已通过全基因组分析鉴定出来。